# جون راندولف براي
جون راندولف براي (بالإنجليزية: John Randolph Bray)‏ هو منتج أفلام وكاتب سيناريو ورسام رسوم متحركة ومخرج أمريكي، ولد في 25 أغسطس 1879 في ديترويت في الولايات المتحدة، وتوفي في 10 أكتوبر 1978 في بريدجبورت في الولايات المتحدة.

## وصلات خارجية
- جون راندولف براي على موقع IMDb (الإنجليزية)
- جون راندولف براي على موقع أول موفي (الإنجليزية)
- جون راندولف براي على موقع قاعدة بيانات الأفلام السويدية (السويدية)
- جون راندولف براي على موقع قاعدة بيانات الفيلم (الإنجليزية)
- جون راندولف براي على موقع كينوبويسك (الروسية)